# Wojciech Malajkat

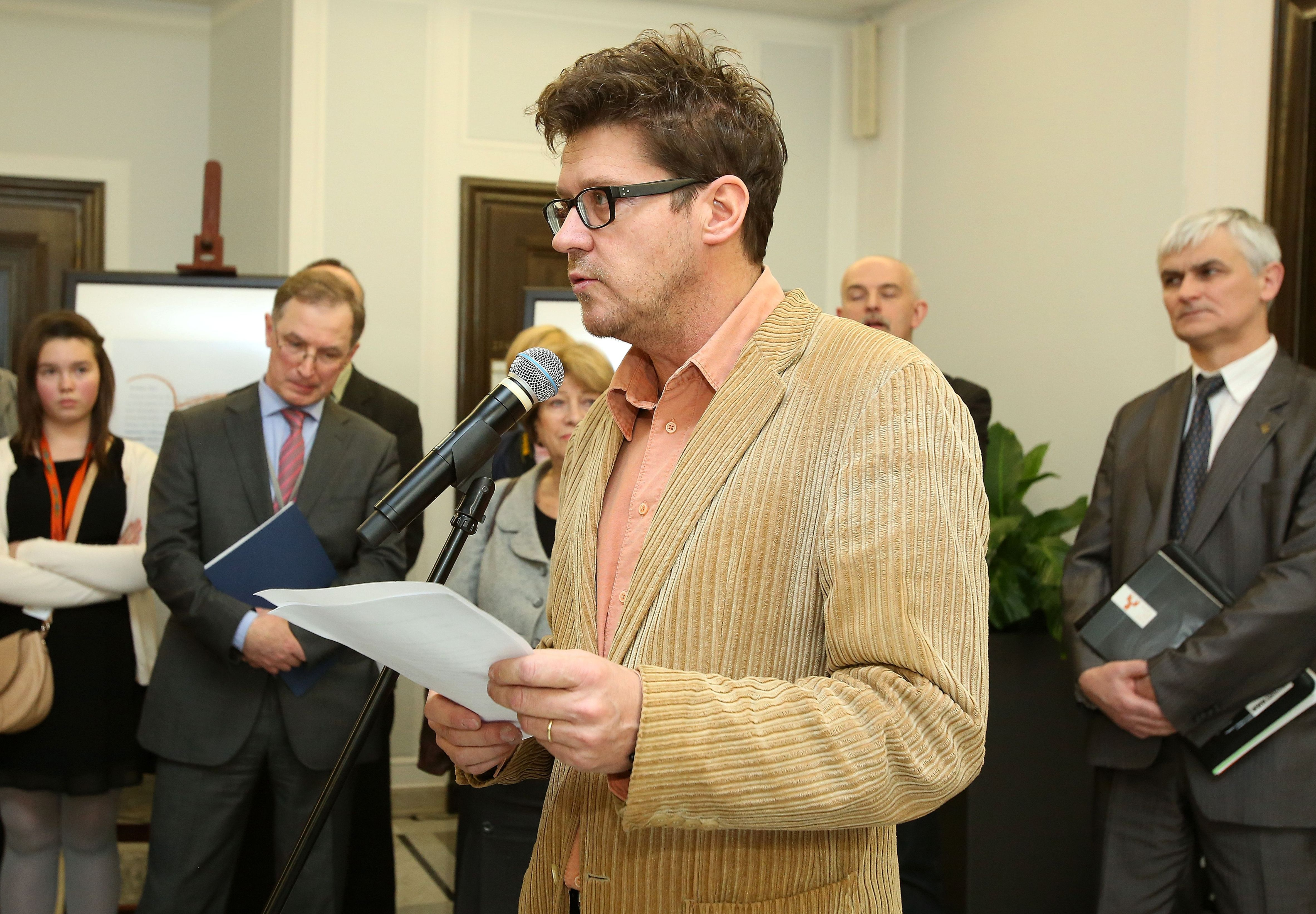
Wojciech Malajkat podczas finału konkursu List do taty w Senacie (2013)

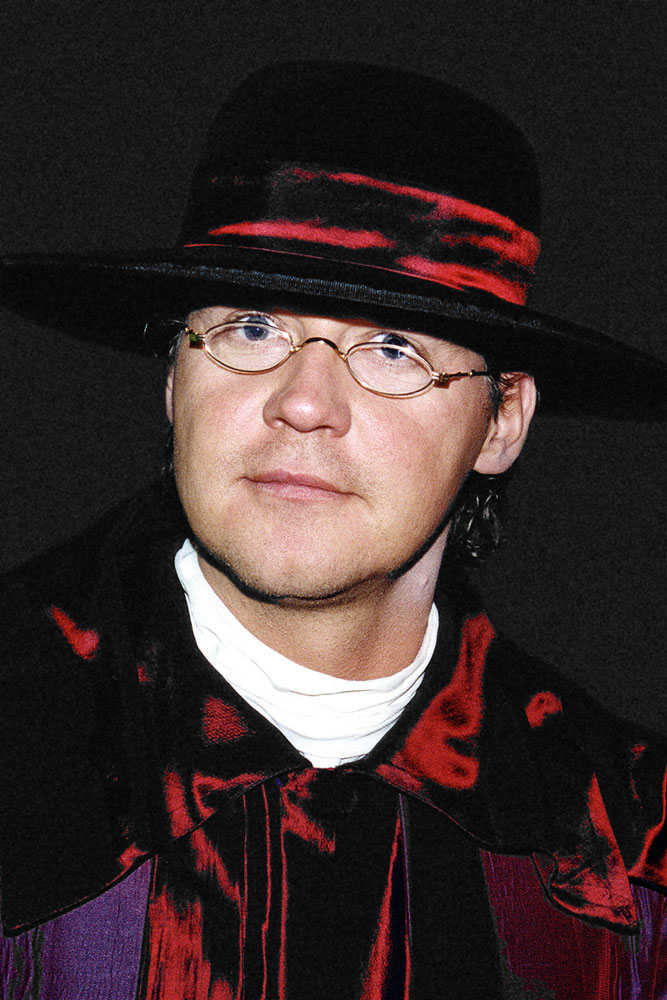
Wojciech Malajkat
Foto: Paweł Matyka

Wojciech Karol Malajkat (ur. 16 stycznia 1963 w Mrągowie) – polski aktor teatralny i filmowy, prezenter telewizyjny, reżyser, pedagog, profesor zwyczajny Akademii Teatralnej im. Aleksandra Zelwerowicza w Warszawie, rektor tej uczelni w kadencjach 2016–2020 i 2020–2024. W latach 2009–2017 dyrektor artystyczny Teatru Syrena w Warszawie, równocześnie w latach 2009–2014 dyrektor naczelny tej sceny. Dyrektor Teatru Współczesnego w Warszawie od 2024.

## Życiorys
Jego ojciec był Niemcem pochodzącym z Prus Wschodnich.
W 1986 roku ukończył studia w Państwowej Wyższej Szkole Filmowej Telewizyjnej i Teatralnej w Łodzi. Od 1986 roku występował w Teatrze Studio i Teatrze Narodowym w Warszawie. Występował gościnnie m.in. w Teatrze Scena Prezentacje w Warszawie. Od stycznia 2009 r. był dyrektorem naczelnym i artystycznym Teatru Syrena w Warszawie. Z dniem 1 marca 2014 r. funkcję dyrektora naczelnego tej sceny przejął Jakub Biegaj, ale Malajkat pozostał w kierownictwie Syreny jako dyrektor artystyczny. Zajmował to stanowisko do 2017 roku.
W 2004 roku uzyskał habilitację w dziedzinie sztuk teatralnych. Od 2010 roku ma tytuł profesora sztuki teatralnej. Od 2016 roku jest rektorem Akademii Teatralnej im. Aleksandra Zelwerowicza w Warszawie.
Na antenie Polsatu w drugiej połowie lat 90. XX wieku prowadził program rozrywkowy „Kalambury” oraz teleturniej „Dziewięciu wspaniałych”. Na antenie RTL 7 w latach 2000-2001 prowadził teleturniej muzyczny „Gra w przeboje“. 
Od lipca 2020 roku prowadzi audycje na antenie Radia Nowy Świat. Regularnie występuje w roli współprowadzącego „Koncert życzeń”. Ponadto jest autorem nieregularnie nadawanej audycji „MalajKino”, która emitowana jest w zastępstwie „Zamachu na dziesiątą muzę” Zbigniewa Zamachowskiego.
W styczniu 2024 r. zwyciężył w konkursie na dyrektora Teatru Współczesnego w Warszawie. Stanowisko to objął z początkiem września 2024 r.

## Życie prywatne
Z żoną Katarzyną Engwert ma dwoje dzieci: Kamilę i Kacpra.

## Filmografia

### Aktor
| Rok       | Nazwa                            | Postać                                                                                             |
| --------- | -------------------------------- | -------------------------------------------------------------------------------------------------- |
| 1985      | Żuraw i czapla                   | kolega Kasi                                                                                        |
| 1986      | Pogrzeb lwa                      | Henryk                                                                                             |
| 1986      | Czarne Stopy                     | drużynowy Andrzej Wróbel                                                                           |
| 1986      | ESD                              | Krzysztof, wnuk pana Paszkieta                                                                     |
| 1987      | O rany, nic się nie stało!!!     | Jacek Bukała                                                                                       |
| 1987      | Zad wielkiego wieloryba          | Robert                                                                                             |
| 1987      | Cesarskie cięcie                 | salowy Marek Sykut                                                                                 |
| 1988      | Serenite                         | Witold w młodości                                                                                  |
| 1989      | Sztuka kochania                  | aktor w teatrze                                                                                    |
| 1989      | Stan strachu                     | aktor Jan Małecki                                                                                  |
| 1989      | Odbicia                          | Tomek, kolega Teresy (odc. 3-5)                                                                    |
| 1989      | Deja vu                          | kolarz niemiecki                                                                                   |
| 1990      | Mów mi Rockefeller               | Ludwik Prajski, nauczyciel chemii                                                                  |
| 1990      | Zabić na końcu                   | Szwagier/Szwagrowski                                                                               |
| 1991      | Panny i wdowy                    | Herbert (odc. 4 i 5)                                                                               |
| 1991      | Panny i wdowy                    | Herbert                                                                                            |
| 1991      | VIP                              | Roman Natorski                                                                                     |
| 1992      | Piękna nieznajoma                | porucznik Nikita Andreicz Obozow                                                                   |
| 1993      | Łowca. Ostatnie starcie          | Jan, ojciec Janika                                                                                 |
| 1993      | Pajęczarki                       | Andrzej, kolega Ewy                                                                                |
| 1993      | Czterdziestolatek 20 lat później | Marek Karwowski, syn Magdy i Stefana, brat Jagody                                                  |
| 1993      | WOW                              | Mat Kely, nauczyciel Jima                                                                          |
| 1994      | Bank nie z tej ziemi             | Godek Nieśmiałkowski (odc. 13)                                                                     |
| 1995      | Wielki tydzień                   | Jan Małecki                                                                                        |
| 1995      | Szabla od komendanta             | Janeczek, syn Jakubka                                                                              |
| 1995      | Próby domowe                     | |
| 1996      | Bar Atlantic                     | poeta Mileniusz Skorek                                                                             |
| 1999      | Policjanci                       | asystent profesora Hakenbuscha (odc. 10)                                                           |
| 1999      | Ogniem i mieczem                 | Rzędzian                                                                                           |
| 1999      | Lot 001                          | barman Leon, właściciel samolotu                                                                   |
| 2000      | Na dobre i na złe                | spadochroniarz, w stanie ciężkim zostaje przywieziony karetką do leśnogórskiego szpitala (odc. 49) |
| 2000      | Ogniem i mieczem (serial)        | Rzędzian                                                                                           |
| 2000      | Klasa na obcasach                | Klemens                                                                                            |
| 2000      | 13 posterunek 2                  | aktor (odc. 31)                                                                                    |
| 2000      | Бандитский Петербург 2           | Marek Zieliński                                                                                    |
| 2003      | Bao-Bab, czyli zielono mi        | kucharz plutonowy Józef Wypchło (odc. 6)                                                           |
| 2003      | Królowa chmur                    | Piotr                                                                                              |
| 2003      | Nienasycenie                     | pułkownik Michał Węborek                                                                           |
| 2003      | Defekt                           | naczelnik Wojciechowski                                                                            |
| 2003–2005 | Sprawa na dziś                   | nauczyciel Jabłonowski                                                                             |
| 2004      | Pensjonat pod Różą               | Wiesław Rosa (odc. 34)                                                                             |
| 2005–2007 | Codzienna 2 m. 3                 | Piotr Gawlik                                                                                       |
| 2006      | Szatan z siódmej klasy           | profesor Gąsowski                                                                                  |
| 2006      | Szatan z siódmej klasy (serial)  | profesor Gąsowski                                                                                  |
| 2006      | Miłość w przejściu podziemnym    | Bogdan „Mozart”                                                                                    |
| 2010      | Optymista                        | Teodor Twardowski                                                                                  |
| 2010      | Nowa                             | Kuźniar (odc. 13)                                                                                  |
| 2011      | Listy do M.                      | Wojciech, mąż Małgorzaty                                                                           |
| 2014      | Prawo Agaty                      | Paweł Fabiański                                                                                    |
| 2014      | Obywatel                         | Lipski, sąsiad Bratków                                                                             |
| 2015      | Listy do M. 2                    | Wojciech Kamiński                                                                                  |
| 2017      | Listy do M. 3                    | Wojciech Kamiński                                                                                  |
| 2020      | Listy do M. 4                    | Wojciech Kamiński                                                                                  |
| 2022      | Listy do M. 5                    | Wojciech Kamiński                                                                                  |
| 2024      | Listy do M. Pożegnania i powroty | Wojciech Kamiński                                                                                  |
| 2024      | Sami swoi. Początek              | ksiądz                                                                                             |

### Reżyser
| Rok  | Nazwa                                                    | Film | Spektakl |
| ---- | -------------------------------------------------------- | ---- | -------- |
| 2007 | Wolny jeździec                                           | T    |          |
| 2007 | Chłopiec z gwiazd (w Teatrze Dzieci Zagłębia w Będzinie) |      | T        |
| 2007 | Hipnoza (w Teatrze Bajka w Warszawie)                    |      | T        |
| 2008 | Pajęcza sieć (w Teatrze Syrena w Warszawie)              |      | T        |
| 2015 | Plotka (w Teatrze im. Aleksandra Sewruka w Elblągu)      |      | T        |
| 2019 | Wstyd (w Teatr Współczesny w Warszawie)                  |      | T        |
| 2021 | Inteligenci (w Spektaklove)                              |      | T        |
| 2023 | Prawda (w Garnizon Sztuki)                               |      | T        |

### Polski dubbing
- 1990: Armelle – Piotr
- 1992–1995: Świat królika Piotrusia i jego przyjaciół
- 1996: Miłość i wojna – De Cart
- 1996: 101 dalmatyńczyków – Roger Perry
- 2002: Tytus, Romek i A’Tomek wśród złodziei marzeń – Romek
- 2002: Epoka lodowcowa – Maniek
- 2004: Shrek 2 – Kot w butach
- 2004: Shrek 2 (ɡra) – Kot w butach
- 2004: W 80 dni dookoła świata – Wilbur Wright
- 2005: Garbi: super bryka – Trip Murphy
- 2005: Jan Paweł II
- 2005: Nowe szaty króla 2
- 2006: Happy Wkręt – Rick
- 2006: Epoka lodowcowa 2: Odwilż – Maniek
- 2006: Wielka wędrówka
- 2007: Pada Shrek – Kot w butach
- 2007: Shrek Trzeci – Kot w butach
- 2008: Delfiny i wieloryby 3D. Plemiona oceanów – narrator
- 2008: Wino truskawkowe – Andrzej
- 2008: Zupełnie inna historia – Nóż
- 2008–2009: Pucuł i Grzechu – Grzechu
- 2009: Epoka lodowcowa 3: Era dinozaurów – Maniek
- 2009: Epoka lodowcowa 3: Era dinozaurów – Maniek
- 2010: Shrek ma wielkie oczy – Kot
- 2010: Shrek Forever – Kot w butach
- 2010: Dwa kroki za...
- 2011: Kot w butach – Kot w butach
- 2011: Epoka lodowcowa: Mamucia gwiazdka – Maniek
- 2011: Ratchet & Clank: 4 za jednego – Ratchet
- 2012: Ratchet & Clank: Załoga Q. – Ratchet
- 2012: PlayStation All-Stars Battle Royale – Ratchet
- 2012: Epoka lodowcowa 4: Wędrówka kontynentów – Maniek
- 2016: Epoka lodowcowa 5: Mocne uderzenie – Maniek
- 2017: Auta 3 – Sterling
- 2018: Mary Poppins powraca – William Wilkins / Wilk
- 2022: Kot w butach: Ostatnie życzenie – Kot w butach

## Inne
- 2012: IV Koncert Niepodległości pt. „Za Naszą i Waszą Wolność” w Muzeum Powstania Warszawskiego – narrator[14]
- 2013: I Koncert Niepodległości Trzeciego Maja na Zamku Królewskim w Warszawie – narrator[15]
- 2014: I Projekt Arboretum pt. „Kurpie i Podole” w Mrągowie – narrator[16]
- 2015: II Projekt Arboretum pt. „Kurpie i Mazury” w Mrągowie – narrator[16]

## Dyskografia
- Tytus, Romek i A’Tomek wśród złodziei marzeń w utworach „Siedem osiem siedem” i „O dużo za dużo”
- gościnny występ na płycie Piotra Polka Polk in love.
- wraz z Grzegorzem Turnauem Kruchy świat, kruche szkło

## Odznaczenia
- Złoty Krzyż Zasługi (2005)[17]
- Złoty Medal „Zasłużony Kulturze Gloria Artis” (2024)[18][19]
- Srebrny Medal „Zasłużony Kulturze Gloria Artis” (2015)[20]

## Nagrody
- Nagroda za całokształt dorobku Ministerstwa Kultury (2024)[18]